# Cyphon postcornutus
Cyphon postcornutus es una especie de coleóptero de la familia Scirtidae.

## Distribución geográfica
Habita en Filipinas.